# Arctia fusca
Arctia fusca là một loài bướm đêm thuộc phân họ Arctiinae, họ Erebidae.